# Jaguigá (Talmud)

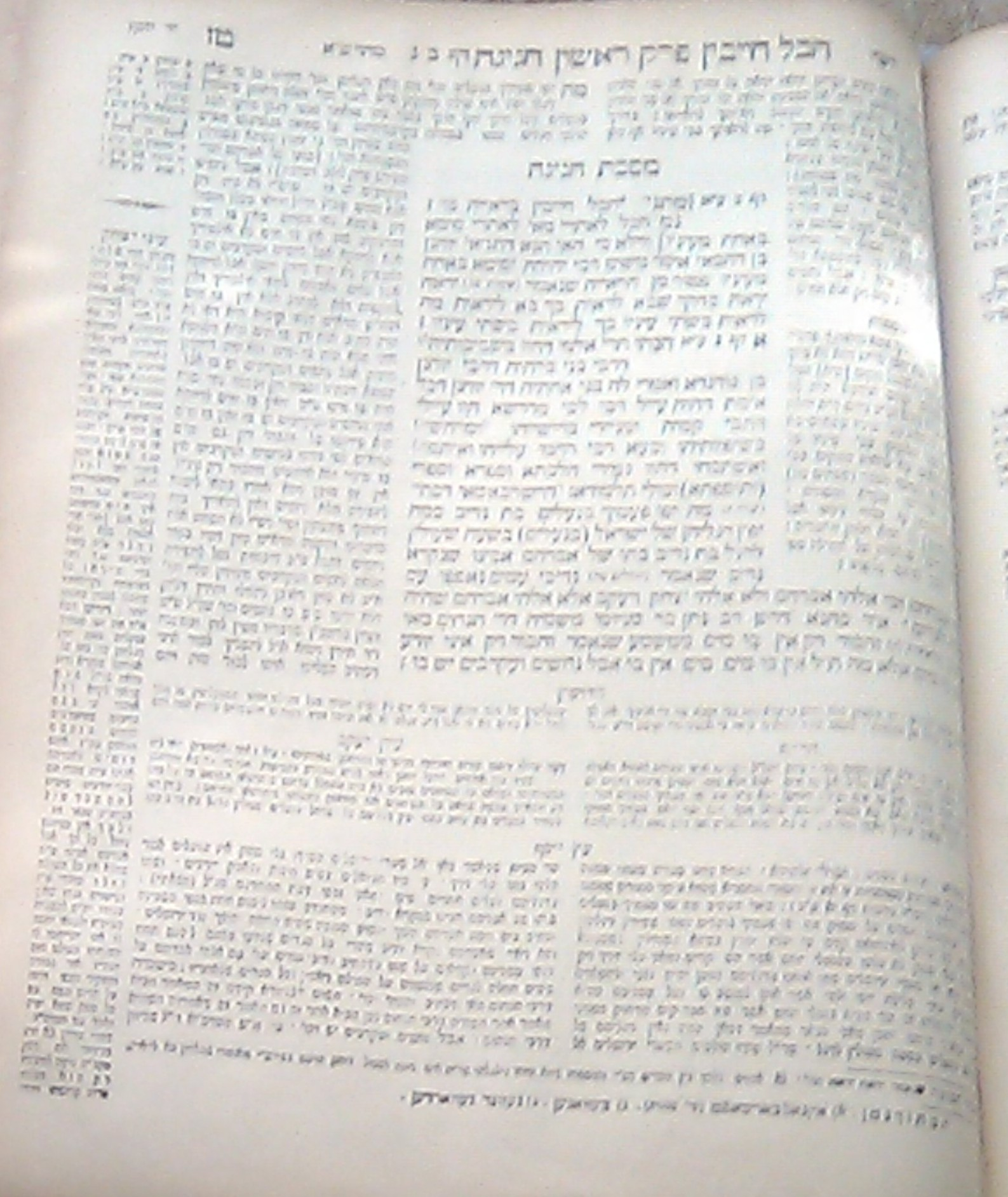
Tractate Hagigah in En Jacob, printed in Vilnius before World War II

Jaguigá es un tratado del orden de Moed de la Mishná y el Talmud, que trata sobre los tres sacrificios que, según los rabinos, una persona tenía que hacer en los tres festivales de Sucot, Pésaj y Shavuot.
El primero de estos sacrificios se llamaba Jaguigá. Los rabinos derivaron el concepto de Jaguigá de la palabra "jag" utilizada en el contexto de los tres festivales. Según los rabinos, cada persona tenía que traer el primer día de la fiesta una ofrenda, si no podía ofrecerla el primer día, entonces podía traerla durante los siete días restantes. La Jaguigá era una especie de sacrificio de acción de gracias, una parte de la carne era para los dueños, y parte de la grasa se ofrecía en el altar.
El segundo tipo de sacrificio era una ofrenda de acción de gracias. Esto era hecho para cumplir el mandamiento de celebrar la festividad (Deuteronomio 16:14).  Celebrar se entendía como comer carne. El pueblo tenía que comer estas ofrendas de acción de gracias durante los siete días que duraban las fiestas.    
El tercer sacrificio se llamaba reeyah, que significa ser visto. Deuteronomio 16:16 dice que todos los varones deben ser vistos en el Templo tres veces al año, en los tres festivales. Los rabinos comprendieron que no debían ser vistos con las manos vacías, sino que debían traer un sacrificio. Este sacrificio era una ofrenda quemada llamada "olah".   
El tratado Jaguigá se ocupa principalmente de estos tres sacrificios. A lo largo del camino hay algunos fascinantes mishnayot que tratan sobre los sacrificios y la pureza ritual, y arrojan mucha luz sobre ciertos aspectos históricos del Segundo Templo y el período de la Mishná. Algunas de estas mishnayot pueden ser un poco difíciles de entender al principio, pero aquellos que persisten en su aprendizaje las encontrarán bastante interesantes.